# Sorano
Ne doit pas être confondu avec Daniel Sorano ou Théâtre national Daniel Sorano.
Sorano est une commune de la province de Grosseto dans la région de Toscane en Italie, dans la zone géographique nommée Area del Tufo.

## Personnalités
- Ildebrando di Soana (1020/1025-1085), natif de Sovana, devenu le  pape Grégoire VII.
- Angelo Comastri

## Histoire
Sorano est né comme une ancienne possession de la famille Aldobrandeschi, mais le territoire communal était déjà habité depuis la période étrusque, comme en témoignent les découvertes notables d'anciennes colonies et nécropoles. Après le mariage entre Anastasia, dernière héritière des Aldobrandeschi, et Romano Orsini en 1293, le contrôle de Sorano passa à la famille Orsini. Le centre a suivi les vicissitudes historiques et politiques de la ville voisine de Pitigliano, où se trouvait la résidence des comtes, et les Orsini s'engagent à la renforcer en la dotant de fortifications efficaces, qui font de Sorano un refuge sûr contre les attaques ennemies : en effet, à plusieurs reprises, au cours du XVe siècle, la république de Sienne  assiège la forteresse de Sorano, réussissant à l'occuper en 1417. En 1556, Sorano passa aux mains de la maison de Médicis, qui l'incorporèrent au grand-duché de Toscane avec la voisine Pitigliano.

## Monuments et lieux d'intérêt

### Architecture militaire
- Les murailles de Sorano
- La Fortezza Orsini, sur le mole, bâtie sur l'ancienne forteresse aldobrandesque et ses souterrains
- Le Masso Leopoldino qui surplombe la ville.
- Les murailles de Montorio
- Le château de Montorio
- Le château de Sopano

### Aux alentours
- La Forteresse aldobrandesque de Sovana
- Les murailles de Sovana
- La Forteresse de Castell'Ottieri construite au XVe siècle sur l'ancienne forteresse aldobrandesque du XIIe siècle.
- Les Vie Cave.
- Les vestiges étrusques.
- Le village de Sovana : ses deux églises romanes, sa Rocca aldobrandescha,  l'Area Archeologica di Sovana et ses tombes creusées  dans le tuf.
- Le site de Vitozza, à San Quirico : grottes troglodytiques.
- Le Parc Archéologique du Tuf
- La nécropole étrusque de San Rocco, à travers une Via Cava, permet de rejoindre la ville à pied depuis son lieu éloigné de 2 km.

## Administration
| Période                                  | Période  | Identité         | Étiquette | Qualité |
| ---------------------------------------- | -------- | ---------------- | --------- | ------- |
| juin 2004                                | En cours | Pierandrea Vanni |           |         |
| Les données manquantes sont à compléter. |          |                  |           |         |

### Hameaux
Castell'Ottieri, Cerreto, Elmo, Montebuono, Montevitozzo, Montorio, San Giovanni delle Contee, San Quirico, San Valentino, Sovana.

### Communes limitrophes
Acquapendente (Viterbe), Castell'Azzara, Latera (Viterbe), Manciano, Onano (Viterbe), Pitigliano, Proceno (Viterbe), Semproniano.

Vue générale de Sorano. Avril 2023.